# Massimo Antonio Doris
Massimo Antonio Doris ( Bassano del Grappa, 9 de junio de 1967 ) es un banquero y dirigente empresarial italiano. Desde 2008 es administrador delegado de Banca Mediolanum.

## Biografía
Primogénito de Ennio Doris, banquero y presidente del Gruppo Mediolanum, es hermano de Sara Doris. Estudió en el Instituto Gonzaga de Milán y tras licenciarse en Ciencias Políticas con especialización en Administración por la Universidad de Milán, en 1996 inició su carrera profesional en el Grupo Mediolanum, ocupándose inicialmente del control de gestión y luego de la venta de pólizas de seguros de vida.  De 1997 a 1999 adquirió experiencia en el mercado financiero de Londres trabajando como "sales assistant" en los bancos de inversión UBS, Merrill Lynch y Credit Suisse.
En 1999 regresó a la oficina de Milán, participando en el lanzamiento de la plataforma de comercio online . Tras aprobar el examen de asesor financiero y ser inscrito en el Registro, Massimo Doris desarrolló su carrera en el ámbito comercial bajo la tutela del entonces director general, Edoardo Lombardi, llegando a asumir el rol de responsable de formación de la red de asesores financieros, hasta su nombramiento como Italian Network Manager, responsable de la red nacional de consultores globales de Banca Mediolanum, una estructura que cuenta con más de 5.000 personas.
En 2005 se trasladó a España, a Barcelona, como Consejero Delegado y director general del Banco de Finanzas e Inversiones (banco español perteneciente a Mediolanum que posteriormente tomaría el nombre de su matriz).
En 2008 regresó a Italia y fue nombrado consejero delegado y director general de Banca Mediolanum, antes de convertirse en consejero delegado en mayo de 2014, sustituyendo también a su padre en los anuncios televisivos del banco.   

## Otras tareas
Ha sido presidente del consejo de administración de Snow Peaks Srl, socio de Casa al Traghetto S.a.s. de Andretta Pierluigi & C. y socio de Torviscosa de Andretta Filippo Luca & C.S.n.c. Desde abril de 2014 es vicepresidente de Assoreti, desde abril de 2012 hasta junio de 2014  fue administrador de Banca Esperia (en 2016 Banca Mediolanum SpA vendió a Mediobanca SpA la participación que poseía en Banca Esperia SpA equivalente al 50% del capital social). 

## Vida privada
Estuvo casado con Cinzia Alfonsi, hija del director general de Fedrigoni . Dos hijos: Alberto y Anna. 